# Język burarra
Język burarra (barera, anbarra, bawera, burada, bureda, burera, gidjingaliya gujingalia, gujalabiya, gun-guragone, jikai, tchikai) – aborygeński język należący do małej rodziny buraryjskiej, zwanej też barerańską. Funkcjonuje w regionie Terytorium Północnego, na Ziemi Arnhema, w Maningridzie.